# ألبرت قاولد
ألبرت قاولد (بالإنجليزية: Albert Gould)‏ هو كاتب عدل ‏ وسياسي أسترالي، ولد في 12 فبراير 1847 في أستراليا، وتوفي في 27 يوليو 1936 في نفس البلد. حزبياً، نشط في حزب التجارة الحرة.

## مناصب
- انتخب President of the Senate (Australia) [الإنجليزية]‏ (20 فبراير 1907 – 30 يونيو 1910).
- انتخب عضو الجمعية التشريعية نيو ساوث ويلز.
- انتخب عضو المجلس التشريعي نيو ساوث ويلز.
- انتخب عضو مجلس الشيوخ الأسترالي [الإنجليزية]‏ عن دائرة نيوساوث ويلز ‏ (29 مارس 1901 – 30 يونيو 1917).